# فولتا كاتالونيا 1942
فولتا كاتالونيا 1942 (بالإسبانية: Volta a Cataluña 1942)‏ هو سباق دراجات هوائية، وهو الموسم رقم 22 من السباق، وأقيم خلال الفترة 5 سبتمبر 1942، وحتى 13 سبتمبر 1942.
فاز فيه بالمركز الأول  Fédérico Ezquerra ‏، وبالمركز الثاني  خوليان بيرينديرو، وبالمركز الثالث  Diego Chafer ‏.

## الفائزون
| الترتيب | الفائز             |
| ------- | ------------------ |
| الفائز  | Fédérico Ezquerra ‏ |
| الثاني  | خوليان بيرينديرو   |
| الثالث  | Diego Chafer ‏      |